# Kilkoksjön
Kilkoksjön är en sjö i Jokkmokks kommun i Lappland och ingår i Luleälvens huvudavrinningsområde. Sjön har en area på 0,231 kvadratkilometer och ligger 144,1 meter över havet.

## Delavrinningsområde
Kilkoksjön ingår i det delavrinningsområde (736490-171739) som SMHI kallar för Ovan Kvarnbäcken. Medelhöjden är 173 meter över havet och ytan är 12,07 kvadratkilometer. Räknas de 20 avrinningsområdena uppströms in blir den ackumulerade arean 252,78 kvadratkilometer. Görjeån som avvattnar avrinningsområdet har biflödesordning 2, vilket innebär att vattnet flödar genom totalt 2 vattendrag innan det når havet efter 126 kilometer. Avrinningsområdet består mestadels av skog (94 procent). Avrinningsområdet har 0,41 kvadratkilometer vattenytor vilket ger det en sjöprocent på 3,4 procent.